# Tetrabutylammoniumhydroxid
Tetrabutylammoniumhydroxid (TBAH) ist eine starke Base mit der Konstitutionsformel (C4H9)4N+OH−. Die quartäre Ammoniumverbindung ist in organischen Lösungsmitteln löslich, so dass sie in Methanol gelöst als Maßlösung zur wasserfreien Titration von sehr schwachen Säuren, z. B. Phenolen eingesetzt werden kann.
Hierbei wird zunächst Methanol deprotoniert, welches dann zur Titration von Phenol dient.
{\displaystyle \mathrm {OH^{-}+\ CH_{3}OH\rightarrow \ H_{2}O+\ CH_{3}O^{-}} }
{\displaystyle \mathrm {CH_{3}O^{-}+\ C_{6}H_{5}OH\rightarrow \ CH_{3}OH+\ C_{6}H_{5}O^{-}} }

## Herstellung
Lösungen von Tetrabutylammoniumhydroxid werden durch Reaktion von Halogeniden mit Silberoxid oder durch Ionenaustausch mit Ionenaustauscherharzen hergestellt. Versucht man Tetrabutylammoniumhydroxid als Reinstoff herzustellen, führt das zu einer Hofmann-Eliminierung zu Tributylamin und 1-Buten, daher sind kommerzielle Lösungen von Tetrabutylammoniumhydroxid meist mit Tributylamin verunreinigt.
Kommerziell sind 40%ige Lösungen in Wasser oder molare Lösungen (1 molar, 0,5 molar, 0,1 molar oder andere Konzentrationen) in Methanol.